# Yamaha YZR 250
La Yamaha YZR 250 è una motocicletta da competizione della casa Yamaha, che ha debuttato nella classe 250 del motomondiale nel 1985.

## Storia
La moto ha debuttato nel GP Svedese nel 1985, ma non è apparsa fino al campionato del mondo del 1986. Dopo più di un decennio in cui la casa era stata rappresentata solo dalle "production racers" Yamaha TZ 250 affidate perlopiù a piloti privati. Il motore è un bicilindrico a V di 60° con doppio albero a gomiti. Nel 1989 viene sviluppato il motore a V di 90° con singolo albero a gomiti. Le YZR250 vengono prodotte fino al 1990 e affidate al team ufficiale Yamaha-Agostini e alle squadre satelliti, come quelle gestite dai vari importatori Yamaha (Venemotos per il Venezuela, Sonauto per la Francia, SEMSA per la Spagna).
Tra il 1991 e il 1995 la Yamaha schiera come moto factory la TZ250M, versione evoluta e preparata internamente della TZ250.
Con la stagione 1996 si ha il ritorno della YZR250.
Nel 1997 e 1998 la Yamaha non ha nessun team ufficiale nel motomondiale classe 250, e le YZR250 vengono impiegate solo nel campionato giapponese (All Japan Road Race Championship). Nel 1999, a seguito di un accordo col team Tech 3, le YZR250 tornano anche nel motomondiale; dal 2001 vengono assegnate al Team TVK.
Con la stagione 2002 si conclude l'impegno ufficiale di Yamaha nella classe 250.

### Squadre e piloti
Elenco delle squadre e dei piloti che hanno impiegato le YZR250 nel mondiale
- 1985
  - Yamaha Venemotos (Carlos Lavado)
- 1986

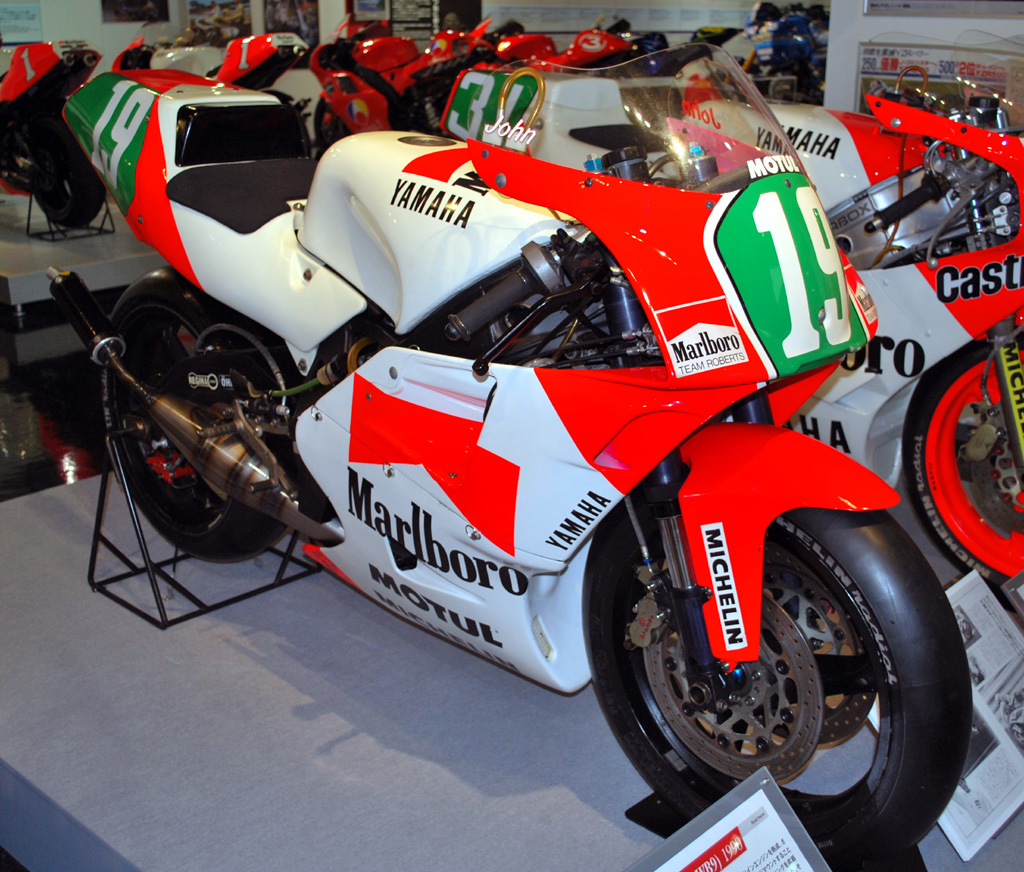
Yamaha YZR 250 del 1990

  - Yamaha Marlboro Team Agostini (Martin Wimmer, Tadahiko Taira)
  - HB-Venemotos Racing (Carlos Lavado)
- 1987
  - Yamaha Marlboro Team Agostini (Luca Cadalora, Martin Wimmer)
  - HB-Venemotos Racing Team (Carlos Lavado)
  - Ducados Yamaha Racing (Juan Garriga)
  - Sonauto Gauloises (Patrick Igoa)
- 1988
  - Yamaha Marlboro Team Agostini (Luca Cadalora, Martin Wimmer)
  - Venemotos HB Yamaha (Carlos Lavado)
  - Ducados Yamaha (Juan Garriga)
  - Lucky Strike Roberts (John Kocinski in alcune gare)
- 1989
  - Yamaha Marlboro Team Agostini (Luca Cadalora)
  - Sonauto Gauloises Yamaha (Jean Philippe Ruggia)
  - Ducados Yamaha (Juan Garriga)
  - Partecipazioni da wild-card di John Kocinski e Toshihiko Honma
- 1990
  - Yamaha Marlboro Team Agostini (Luca Cadalora, Àlex Crivillé)
  - Marlboro Team Roberts (John Kocinski)
  - Ducados Yamaha Puig (Alberto Puig)

- 1996

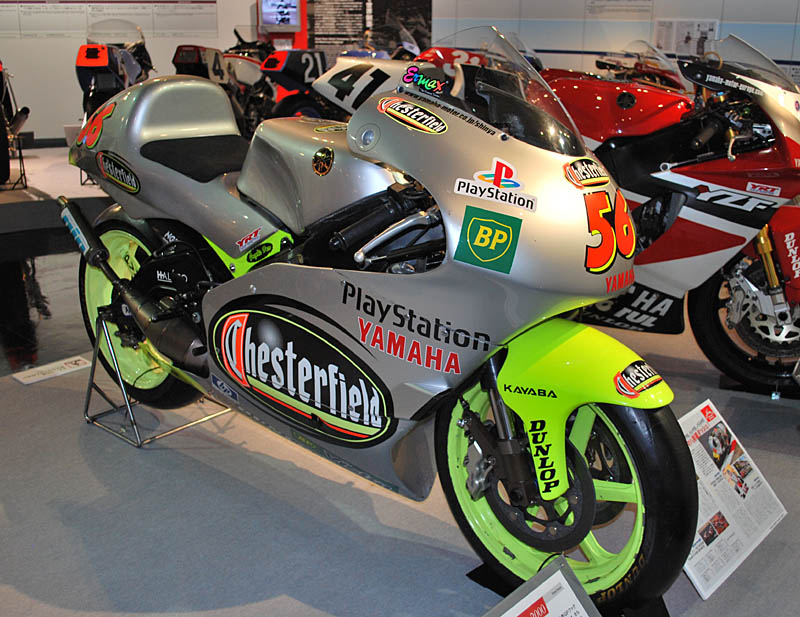
Yamaha YZR 250 del 2000

  - Marlboro Team Rainey (Tetsuya Harada, Sete Gibernau)
- 1999
  - Chesterfield Yamaha Tech 3 (Shin'ya Nakano, Olivier Jacque)
- 2000
  - Chesterfield Yamaha Tech 3 (Shin'ya Nakano, Olivier Jacque)
- 2001
  - Petronas Sprinta Yamaha TVK (Naoki Matsudo, Shahrol Yuzy)
- 2002
  - Petronas Sprinta Yamaha TVK (Sebastián Porto, Shahrol Yuzy)

## Palmarès
Motomondiale classe 250
- Titoli piloti: 1986 (Carlos Lavado), 1990 (John Kocinski), 2000 (Olivier Jacque)
- Titoli costruttori: 1990, 2000